# إدوارد جاي إبستاين
إدوارد جاي إبستاين (بالإنجليزية: Edward Jay Epstein) هو صحفي ومؤرخ أمريكي، ولد في 1935 في نيويورك في الولايات المتحدة.